# Pałac Al-Alam
Pałac Al-Alam (arab. ‏قصر العلم‎; dosł. z j. arabskiego flaga) – pałac sułtanów Omanu w Maskacie, w którym odbywają się oficjalne uroczystości z udziałem władcy kraju.

## Historia i architektura
Pałac położony jest na terenie zabytkowej dzielnicy Maskatu, w pobliżu portu nad Zatoką Omańską, pomiędzy zbudowanymi przez Portugalczyków fortami noszącymi dziś nazwy Al Dżalali i Al Mirani. Został zbudowany w latach 70. XX wieku, według innego źródła dokładnie w 1972. Zajmuje teren dawnej ambasady Wielkiej Brytanii. Według miejscowej legendy każdy niewolnik, który dotknął znajdującego się na jego terenie masztu z flagą państwową stawał się wolnym człowiekiem. 
Wejście do pałacu, zwrócone w kierunku morza, zdobione jest czterema filarami w kolorach niebieskim i złotym. Za panowania sułtana Kabusa ibn Sa'ida (od 1972) pałac pełni przede wszystkim funkcje ceremonialne (przykładowo w 2012 sułtan podejmował w nim królową holenderską Beatrycze). Nie jest otwarty dla zwiedzających.